# Llista d'espècies d'amauròbids (D-Z)
Llista d'espècies d'amauròbids, per ordre alfabètic, de la lletra D a la Z, descrites fins al 28 novembre de 2006.
- Per a més informació, vegeu la Llista d'espècies d'amauròbids
- Per conèixer la resta d'espècies vegeu la Llista d'espècies d'amauròbids (A-D).

| Directori E F H J L M N O P R S T U V W Y Z |

## E

### Emmenomma
Emmenomma Simon, 1884
- Emmenomma beauchenicum Usher, 1983 (Illes Falkland)
- Emmenomma oculatum Simon, 1884 (Xile, Argentina, Illes Falkland)

### Eurocoelotes
Eurocoelotes Wang, 2002
- Eurocoelotes anoplus (Kulczyn'ski, 1897) (Àustria, Europa Oriental)
- Eurocoelotes brevispinus (Deltshev & Dimitrov, 1996) (Bulgària)
- Eurocoelotes deltshevi (Dimitrov, 1996) (Bulgària)
- Eurocoelotes drenskii (Deltshev, 1990) (Bulgària)
- Eurocoelotes falciger (Kulczyn'ski, 1897) (Europa Oriental)
- Eurocoelotes gasperinii (Simon, 1891) (Croàcia)
- Eurocoelotes inermis (L. Koch, 1855) (Europa)
- Eurocoelotes jurinitschi (Drensky, 1915) (Bulgària)
- Eurocoelotes karlinskii (Kulczyn'ski, 1906) (SouthEuropa Oriental)
- Eurocoelotes kulczynskii (Drensky, 1915) (Bulgària)
- Eurocoelotes microlepidus (de Blauwe, 1973) (Itàlia, Bulgària)

## F

### Femoracoelotes
Femoracoelotes Wang, 2002
- Femoracoelotes latus (Wang, Tso & Wu, 2001) (Taiwan)
- Femoracoelotes platnicki (Wang & Ono, 1998) (Taiwan)

## H

### Hicanodon
Hicanodon Tullgren, 1901
- Hicanodon cinerea Tullgren, 1901 (Xile, Argentina)

### Himalcoelotes
Himalcoelotes Wang, 2002
- Himalcoelotes aequoreus Wang, 2002 (Nepal)
- Himalcoelotes brignolii Wang, 2002 (Bhutan)
- Himalcoelotes bursarius Wang, 2002 (Nepal)
- Himalcoelotes diatropos Wang, 2002 (Nepal)
- Himalcoelotes gyirongensis (Hu & Li, 1987) (Xina, Nepal)
- Himalcoelotes martensi Wang, 2002 (Nepal)
- Himalcoelotes pirum Wang, 2002 (Nepal)
- Himalcoelotes sherpa (Brignoli, 1976) (Nepal)
- Himalcoelotes subsherpa Wang, 2002 (Nepal)
- Himalcoelotes syntomos Wang, 2002 (Nepal)

## J

### Jamara
Jamara Davies, 1995
- Jamara pisinna Davies, 1995 (Queensland)

## L

### Leptocoelotes
Leptocoelotes Wang, 2002
- Leptocoelotes edentulus (Wang & Ono, 1998) (Taiwan)
- Leptocoelotes pseudoluniformis (Zhang, Peng & Kim, 1997) (Xina)

### Livius
Livius Roth, 1967
- Livius macrospinus Roth, 1967 (Xile)

### Longicoelotes
Longicoelotes Wang, 2002
- Longicoelotes karschi Wang, 2002 (Xina)
- Longicoelotes kulianganus (Chamberlin, 1924) (Xina)
- Longicoelotes senkakuensis (Shimojana, 2000) (Illes Ryukyu)

## M

### Macrobunus
Macrobunus Tullgren, 1901
- Macrobunus backhauseni (Simon, 1896) (Xile, Argentina)
- Macrobunus caffer (Simon, 1898) (Sud-àfrica)
- Macrobunus Xilensis (Simon, 1888) (Xile)
- Macrobunus madrynensis (Tullgren, 1901) (Argentina)
- Macrobunus multidentatus (Tullgren, 1902) (Xile)

### Malala
Malala Davies, 1993
- Malala gallonae Davies, 1993 (Queensland)
- Malala lubinae Davies, 1993 (Queensland)

### Maloides
Maloides Forster & Wilton, 1989
- Maloides cavernicola (Forster & Wilton, 1973) (Nova Zelanda)

### Manjala
Manjala Davies, 1990
- Manjala pallida Davies, 1990 (Queensland)
- Manjala plana Davies, 1990 (Queensland)
- Manjala spinosa Davies, 1990 (Queensland)

### Midgee
Midgee Davies, 1995
- Midgee alta Davies, 1995 (Queensland)
- Midgee bellendenker Davies, 1995 (Queensland)
- Midgee binnaburra Davies, 1995 (Queensland)
- Midgee littlei Davies, 1995 (Queensland)
- Midgee minuta Davies, 1995 (Queensland)
- Midgee monteithi Davies, 1995 (Queensland)
- Midgee parva Davies, 1995 (Nova Gal·les del Sud)
- Midgee pumila Davies, 1995 (Queensland)
- Midgee thompsoni Davies, 1995 (Queensland)

### Muritaia
Muritaia Forster & Wilton, 1973
- Muritaia kaituna Forster & Wilton, 1973 (Nova Zelanda)
- Muritaia longispinata Forster & Wilton, 1973 (Nova Zelanda)
- Muritaia orientalis Forster & Wilton, 1973 (Nova Zelanda)
- Muritaia parabEUA Forster & Wilton, 1973 (Nova Zelanda)
- Muritaia suba Forster & Wilton, 1973 (Nova Zelanda)

## N

### Naevius
Naevius Roth, 1967
- Naevius calilegua Compagnucci & Ramírez, 2000 (Argentina)
- Naevius manu Brescovit & Bonaldo, 1996 (Perú)
- Naevius varius (Keyserling, 1879) (Perú)
- Naevius zongo Brescovit & Bonaldo, 1996 (Bolívia)

### Neoporteria
Neoporteria Mello-Leitão, 1943
- Neoporteria annulata Roth, 1967 (Xile)
- Neoporteria pracellans Mello-Leitão, 1943 (Xile)

### Neowadotes
Neowadotes Alayón, 1995
- Neowadotes casabito Alayón, 1995 (Hispaniola)

### Neuquenia
Neuquenia Mello-Leitão, 1940
- Neuquenia pallida Mello-Leitão, 1940 (Argentina)
- Neuquenia paupercula (Simon, 1905) (Argentina)

## O

### Obatala
Obatala Lehtinen, 1967
- Obatala armata Lehtinen, 1967 (Sud-àfrica)

### Otira
Otira Forster & Wilton, 1973
- Otira affinis Hickman, 1981 (Tasmània)
- Otira aquilonaria Davies, 1986 (Queensland)
- Otira canasta Forster & Wilton, 1973 (Nova Zelanda)
- Otira indura Forster & Wilton, 1973 (Nova Zelanda)
- Otira liana Forster & Wilton, 1973 (Nova Zelanda)
- Otira parva Forster & Wilton, 1973 (Nova Zelanda)
- Otira satura Forster & Wilton, 1973 (Nova Zelanda)
- Otira summa Davies, 1986 (Queensland)
- Otira terricola Forster & Wilton, 1973 (Nova Zelanda)

## P

### Pakeha
Pakeha Forster & Wilton, 1973
- Pakeha buechlerae Forster & Wilton, 1973 (Nova Zelanda)
- Pakeha duplex Forster & Wilton, 1973 (Nova Zelanda)
- Pakeha hiloa Forster & Wilton, 1973 (Nova Zelanda)
- Pakeha inornata Forster & Wilton, 1973 (Nova Zelanda)
- Pakeha insignita Forster & Wilton, 1973 (Nova Zelanda)
- Pakeha kirki (Hogg, 1909) (Snares)
- Pakeha lobata Forster & Wilton, 1973 (Nova Zelanda)
- Pakeha manapouri Forster & Wilton, 1973 (Nova Zelanda)
- Pakeha maxima Forster & Wilton, 1973 (Nova Zelanda)
- Pakeha media Forster & Wilton, 1973 (Nova Zelanda)
- Pakeha minima Forster & Wilton, 1973 (Nova Zelanda)
- Pakeha paratecta Forster & Wilton, 1973 (Nova Zelanda)
- Pakeha parrotti Forster & Wilton, 1973 (Nova Zelanda)
- Pakeha protecta Forster & Wilton, 1973 (Nova Zelanda)
- Pakeha pula Forster & Wilton, 1973 (Nova Zelanda)
- Pakeha stewartia Forster & Wilton, 1973 (Nova Zelanda)
- Pakeha subtecta Forster & Wilton, 1973 (Nova Zelanda)
- Pakeha tecta Forster & Wilton, 1973 (Nova Zelanda)

### Paracoelotes
Paracoelotes Brignoli, 1982
- Paracoelotes Armèniacus (Brignoli, 1978) (Turquia)
- Paracoelotes bidens (Caporiacco, 1935) (Karakorum)
- Paracoelotes cottarellii (Brignoli, 1978) (Turquia)
- Paracoelotes fedotovi (Charitonov, 1946) (Uzbekistan)
- Paracoelotes garibaldii (Kritscher, 1969) (Itàlia)
- Paracoelotes involutus (Wang i cols., 1990) (Xina)
- Paracoelotes luctuosus (L. Koch, 1878) (Rússia, Àsia central, Xina, Corea, Japó)
- Paracoelotes luniformis (Zhu & Wang, 1994) (Xina)
- Paracoelotes major (Kroneberg, 1875) (Uzbekistan, Tajikistan, Xina)
- Paracoelotes pyrenaeus (Simon, 1870) (Espanya, França)
- Paracoelotes segestriformis (Dufour, 1820) (Europa, Rússia)
- Paracoelotes spasskyi (Charitonov, 1946) (Geòrgia, Armènia)
- Paracoelotes spinivulvus (Simon, 1880) (Rússia, Xina, Corea, Japó)
- Paracoelotes taishanensis (Wang i cols., 1990) (Xina)
- Paracoelotes taiwanensis Wang & Ono, 1998 (Taiwan)
- Paracoelotes tianchiensis (Wang i cols., 1990) (Xina)
- Paracoelotes xinping Zhang, Zhu & Song, 2002 (Xina)

### Paravoca
Paravoca Forster & Wilton, 1973
- Paravoca opaca Forster & Wilton, 1973 (Nova Zelanda)
- Paravoca otagoensis Forster & Wilton, 1973 (Nova Zelanda)

### Parazanomys
Parazanomys Ubick, 2005
- Parazanomys thyasionnes Ubick, 2005 (EUA)

### Pimus
Pimus Chamberlin, 1947
- Pimus desiccatus Leech, 1972 (EUA)
- Pimus eldorado Leech, 1972 (EUA)
- Pimus fractus (Chamberlin, 1920) (EUA)
- Pimus hesperellus Chamberlin, 1947 (EUA)
- Pimus iviei Leech, 1972 (EUA)
- Pimus leucus Chamberlin, 1947 (EUA)
- Pimus napa Leech, 1972 (EUA)
- Pimus nawtawaketus Leech, 1972 (EUA)
- Pimus pitus Chamberlin, 1947 (EUA)
- Pimus salemensis Leech, 1972 (EUA)

### Platocoelotes
Platocoelotes Wang, 2002
- Platocoelotes icohamatoides (Peng & Wang, 1997) (Xina)
- Platocoelotes impletus (Peng & Wang, 1997) (Xina)
- Platocoelotes kailiensis Wang, 2003 (Xina)
- Platocoelotes lichuanensis (Chen & Zhao, 1998) (Xina)
- Platocoelotes polyptychus Xu & Li, 2006 (Xina)

### Poaka
Poaka Forster & Wilton, 1973
- Poaka graminicola Forster & Wilton, 1973 (Nova Zelanda)

### Pseudauximus
Pseudauximus Simon, 1902
- Pseudauximus annulatus Purcell, 1908 (Sud-àfrica)
- Pseudauximus pallidus Purcell, 1903 (Sud-àfrica)
- Pseudauximus reticulatus Simon, 1902 (Sud-àfrica)

## R

### Retiro
Retiro Mello-Leitão, 1915
- Retiro crinitus (Simon, 1893) (Veneçuela)
- Retiro fulvipes Simon, 1906 (Ecuador)
- Retiro granadensis (Keyserling, 1878) (Colòmbia)
- Retiro gratus (Bryant, 1948) (Hispaniola)
- Retiro lanceolatus (Vellard, 1924) (Brasil)
- Retiro maculatus Mello-Leitão, 1915 (Brasil)
- Retiro nigronotatus Mello-Leitão, 1947 (Brasil)
- Retiro plagiatus (Simon, 1893) (Veneçuela)
- Retiro procerulus (Simon, 1906) (Ecuador)
- Retiro quitensis (Simon, 1906) (Ecuador)
- Retiro rhombifer (Simon, 1906) (Ecuador)
- Retiro roberti (Reimoser, 1939) (Costa Rica)

### Rhoicinaria
Rhoicinaria Exline, 1950
- Rhoicinaria maculata (Keyserling, 1878) (Colòmbia)
- Rhoicinaria rorerae Exline, 1950 (Ecuador)

### Robusticoelotes
Robusticoelotes Wang, 2002
- Robusticoelotes pichoni (Schenkel, 1963) (Xina)
- Robusticoelotes sanmenensis (Tang, Yin & Zhang, 2002) (Xina)

### Rubrius
Rubrius Simon, 1887
- Rubrius annulatus F. O. P.-Cambridge, 1899 (Xile)
- Rubrius antarcticus (Karsch, 1880) (Xile, Argentina)
- Rubrius castaneifrons (Simon, 1884) (Xile)
- Rubrius lineatus Roth, 1967 (Xile)
- Rubrius major (Simon, 1904) (Xile)
- Rubrius scottae Mello-Leitão, 1940 (Argentina)
- Rubrius ululus Roth, 1967 (Xile)

## S

### Spiricoelotes
Spiricoelotes Wang, 2002
- Spiricoelotes pseudozonatus Wang, 2003 (Xina)
- Spiricoelotes urumensis (Shimojana, 1989) (Illes Ryukyu)
- Spiricoelotes zonatus (Peng & Wang, 1997) (Xina)

### Storenosoma
Storenosoma Hogg, 1900
- Storenosoma altum Davies, 1986 (Nova Gal·les del Sud)
- Storenosoma hoggi (Roewer, 1942) (Victòria)
- Storenosoma supernum Davies, 1986 (Queensland)
- Storenosoma terraneum Davies, 1986 (Queensland)

## T

### Taira
Taira Lehtinen, 1967
- Taira flavidorsalis (Yaginuma, 1964) (Japó)
- Taira liboensis Zhu, Chen & Zhang, 2004 (Xina)
- Taira lunaris Wang & Ran, 2004 (Xina)

### Tamgrinia
Tamgrinia Lehtinen, 1967
- Tamgrinia alveolifera (Schenkel, 1936) (Índia, Xina)
- Tamgrinia coelotiformis (Schenkel, 1963) (Xina)
- Tamgrinia laticeps (Schenkel, 1936) (Xina)
- Tamgrinia rectangularis Xu & Li, 2006 (Xina)
- Tamgrinia semiserrata Xu & Li, 2006 (Xina)
- Tamgrinia tibetana (Hu & Li, 1987) (Xina)
- Tamgrinia tulugouensis Wang, 2000 (Xina)

### Tegecoelotes
Tegecoelotes Ovtchinnikov, 1999
- Tegecoelotes corasides (Bösenberg & Strand, 1906) (Japó)
- Tegecoelotes dysodentatus Zhang & Zhu, 2005 (Xina)
- Tegecoelotes ignotus (Bösenberg & Strand, 1906) (Japó)
- Tegecoelotes michikoae (Nishikawa, 1977) (Japó)
- Tegecoelotes muscicapus (Bösenberg & Strand, 1906) (Japó)
- Tegecoelotes secundus (Paik, 1971) (Rússia, Xina, Corea, Japó)

### Tonsilla
Tonsilla Wang & Yin, 1992
- Tonsilla defossa Xu & Li, 2006 (Xina)
- Tonsilla eburniformis Wang & Yin, 1992 (Xina)
- Tonsilla imitata Wang & Yin, 1992 (Xina)
- Tonsilla lyrata (Wang i cols., 1990) (Xina)
- Tonsilla makros Wang, 2003 (Xina)
- Tonsilla tautispina (Wang i cols., 1990) (Xina)
- Tonsilla truculenta Wang & Yin, 1992 (Xina)
- Tonsilla variegata (Wang i cols., 1990) (Xina)

### Tugana
Tugana Chamberlin, 1948
- Tugana cavatica (Bryant, 1940) (Cuba)
- Tugana crassa (Bryant, 1948) (Hispaniola)
- Tugana cudina Alayón, 1992 (Cuba)
- Tugana infumata (Bryant, 1948) (Hispaniola)

### Tymbira
Tymbira Mello-Leitão, 1944
- Tymbira brunnea Mello-Leitão, 1944 (Argentina)

## U

### Urepus
Urepus Roth, 1967
- Urepus rossi Roth, 1967 (Perú)

### Urocoras
Urocoras Ovtchinnikov, 1999
- Urocoras longispinus (Kulczyn'ski, 1897) (Central, Europa Oriental)
- Urocoras matesianus (de Blauwe, 1973) (Itàlia)
- Urocoras munieri (Simon, 1880) (Eslovènia, Croàcia)
- Urocoras nicomedis (Brignoli, 1978) (Turquia)
- Urocoras phthisicus (Brignoli, 1978) (Turquia)

## V

### Virgilus
Virgilus Roth, 1967
- Virgilus normalis Roth, 1967 (Ecuador)

## W

### Wabarra
Wabarra Davies, 1996
- Wabarra caverna Davies, 1996 (Queensland)
- Wabarra pallida Davies, 1996 (Queensland)

### Wadotes
Wadotes Chamberlin, 1925
- Wadotes bimucronatus (Simon, 1898) (EUA)
- Wadotes calcaratus (Keyserling, 1887) (EUA, Canadà)
- Wadotes carinidactylus Bennett, 1987 (EUA)
- Wadotes deceptis Bennett, 1987 (EUA)
- Wadotes dixiensis Chamberlin, 1925 (EUA)
- Wadotes georgiensis Howell, 1974 (EUA)
- Wadotes hybridus (Emerton, 1890) (EUA, Canadà)
- Wadotes mumai Bennett, 1987 (EUA)
- Wadotes saturnus Bennett, 1987 (EUA)
- Wadotes tennesseensis Gertsch, 1936 (EUA)
- Wadotes willsi Bennett, 1987 (EUA)

### Waitetola
Waitetola Forster & Wilton, 1973
- Waitetola huttoni Forster & Wilton, 1973 (Nova Zelanda)

## Y

### Yacolla
Yacolla Lehtinen, 1967
- Yacolla pikelinae Lehtinen, 1967 (Brasil)

### Yupanquia
Yupanquia Lehtinen, 1967
- Yupanquia schiapelliae Lehtinen, 1967 (Argentina)

## Z

### Zanomys
Zanomys Chamberlin, 1948
- Zanomys aquilonia Leech, 1972 (EUA, Canadà)
- Zanomys californica (Banks, 1904) (EUA)
- Zanomys feminina Leech, 1972 (EUA)
- Zanomys hesperia Leech, 1972 (EUA)
- Zanomys kaiba Chamberlin, 1948 (EUA)
- Zanomys ochra Leech, 1972 (EUA)
- Zanomys sagittaria Leech, 1972 (EUA)
- Zanomys ultima Leech, 1972 (EUA)